# 박기정 (카누 선수)
박기정(1970년 5월 13일~)는 대한민국의 카누 선수로, 1992년 하계 올림픽에 참가했다.